# 남녀의 궁합
"남녀의 궁합"은 2016년에 개봉한 대한민국의 영화이다. 

## 캐스팅
- 이지우
- 이유희
- 김시유
- 고대현
- 정민우
- 박대규 (우정출연)